# František Pechman
František Pechman (17. listopadu 1873 Doubravka – 23. března 1947) byl československý politik, meziválečný poslanec a senátor Národního shromáždění.

## Biografie
Byl synem hostinského a rolníka. Vystudoval reálné gymnázium a vyšší obchodní školu v Plzni. Byl podnikatelem, později továrníkem. V letech 1904–1919 byl starostou Doubravky (tehdy ještě samostatná obec nezačleněná do Plzně). Kromě politické činnosti byl aktivní i v živnostenských spolcích. Byl starostou župy obchodních grémií v Plzni a zasedal v Zemské radě živnostenské pro Čechy se sídlem v Praze. Od roku 1914 byl rovněž členem obchodní komory v Plzni, od roku 1936 jako její prezident a předseda její správní komise.
V parlamentních volbách v roce 1925 získal za Československou živnostensko-obchodnickou stranu středostavovskou poslanecké křeslo v Národním shromáždění. Mandát obhájil v parlamentních volbách v roce 1929. Podle údajů k roku 1929 byl profesí viceprezidentem obchodní komory v Plzni.
Později přešel do horní parlamentní komory. V parlamentních volbách v roce 1935 získal senátorské křeslo v Národním shromáždění za živnostenskou stranu. V senátu setrval do jeho zrušení v roce 1939, přičemž krátce předtím ještě v prosinci 1938 přestoupil do nově vzniklé Strany národní jednoty.